# Communist Party of the Philippines

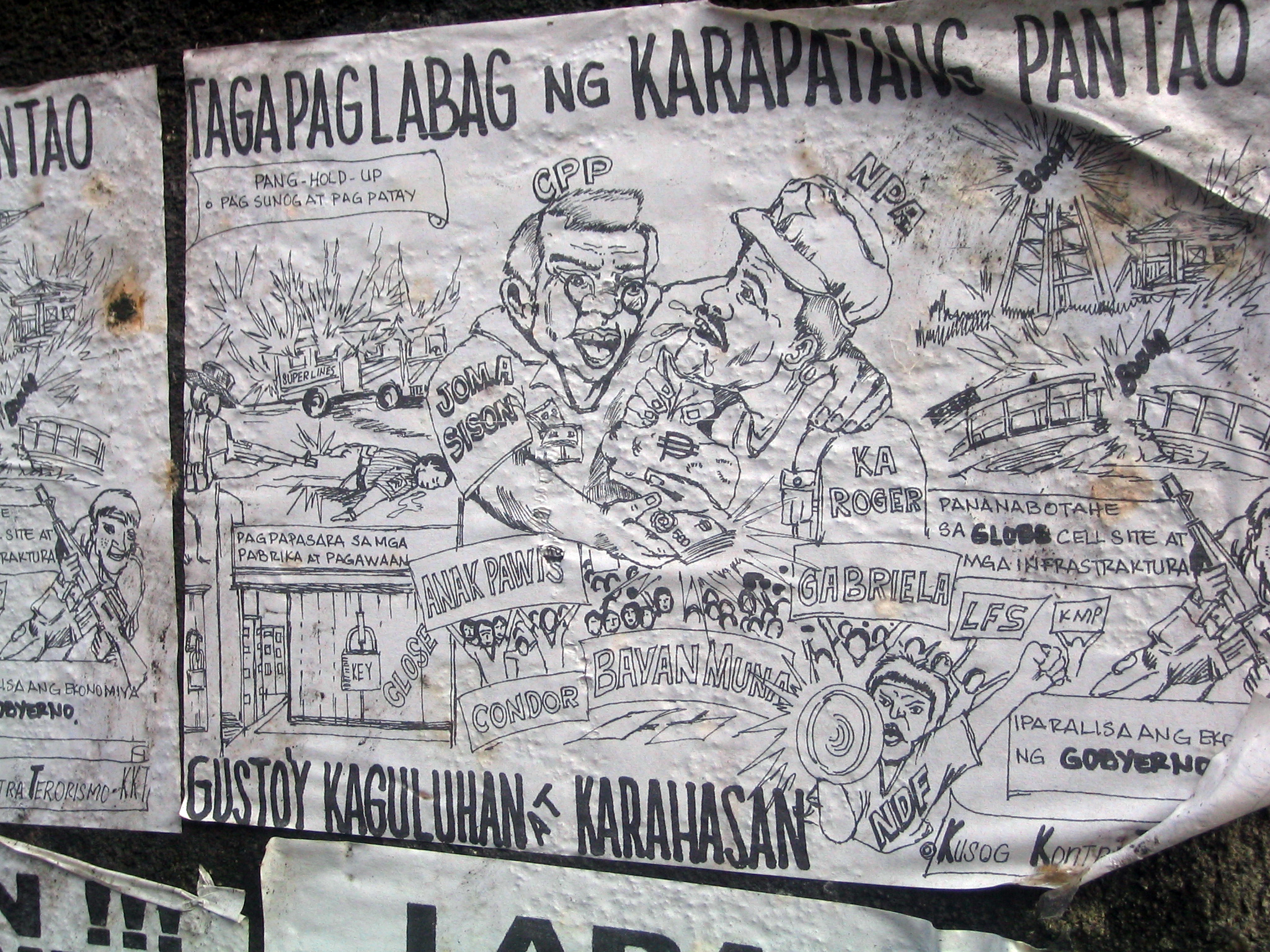
Een poster van tegenstanders van de CCP/NPA. José Sison geeft geld aan de NPA voor het plegen van aanslagen, aldus de maker, en maakt zich schuldig aan de schending van mensenrechten en het veroorzaken van chaos en geweld, Zie voor de volledige uitleg de overleglegpagina van dit artikel

De Communist Party of the Philippines (CPP) (Filipijns: Partido Komunista ng Pilipinas (PKP)) is de grootste communistische partij van de Filipijnen. De partij is een afsplitsing van de Partido Komunista ng Pilipinas-1930 en werd opgericht in 1968. De CPP kent ook een gewapende tak: de New People's Army (NPA).

## Oprichting CPP en NPA
De CPP werd opgericht op 26 december 1968 in de provincie Pangasinan en is een afsplitsing van de toen al bestaande communistische partij uit 1930. Om verwarring tussen beide partijen te voorkomen wordt de PKP uit 1930 tegenwoordig PKP-1930 genoemd. De oprichter van de CPP is de sinds 1987 in Nederland woonachtige José Maria Sison, er wordt van uitgegaan dat Sison tot op de dag van vandaag de leider is van de partij. De PKP-1930 was volgens Sison en zijn aanhangers te veel georiënteerd op de Sovjet-Unie en leunde ook te veel tegen de macht aan. De CPP hangt een meer maoïstische filosofie aan en koos anders dan de PKP-1930 voor een gewapende strijd. Al snel - in 1969 - werd de gewapende tak van de CPP opgericht: de New People's Army (NPA). Er waren in de periode dat de CPP werd opgericht meer verzetbewegingen in de Filipijnen omdat het land zuchtte onder de dictatuur van de door de Verenigde Staten gesteunde Ferdinand Marcos. De CPP maakt deel uit van het Nationaal Democratisch Front (NDF), de koepel van revolutionaire organisaties in de Filipijnen.
CPP streeft naar een communistisch/socialistisch regime in de Filipijnen, gebaseerd op de ideeën van Karl Marx, Vladimir Lenin en Mao Zedong. De CPP ziet zichzelf als een revolutionaire arbeiderspartij, zelf spreken ze van een partij van proletariërs. De CPP verzet zich tegen de in hun ogen feodale en reactionaire machthebbers in de Filipijnen en tegen het imperialisme van het Westen, vooral van de Verenigde Staten. Sinds haar oprichting voert de CPP via haar gewapende tak de NPA gewapend verzet tegen de opeenvolgende regeringen in Manilla. Hierbij maakt de New People's Army gebruik van aanslagen die gericht zijn tegen de regering, het leger en de politie. In de loop der jaren zijn ook steeds vakers burgers - die verdacht werden van sympathie voor de regering - en bedrijven het slachtoffer geworden van de CPP/NPA. Geschat wordt dat de strijd tussen de CPP/NPA en de regering van 1969 tot 2008 zo'n 40.000 mensen het leven kostte aan beide zijden.

## José Maria Sison in Nederland
In 1987 vluchtte de oprichter van de CPP, José Maria Sison, naar Nederland. Sison vroeg bij zijn komst in Nederland politiek asiel aan maar dat werd afgewezen. Hij kon Nederland echter niet worden uitgezet omdat zijn leven gevaar liep bij terugkeer naar de Filipijnen. Sison had eerder al 9 jaar vastgezeten in de Filipijnen. Op 28 augustus 2007 werd Sison in Utrecht gearresteerd op verdenking van betrokkenheid bij moordaanslagen op de Filipijnen. Hij zou opdracht hebben gegeven voor de moorden op zijn vroegere medestanders Romulo Kintanar en Arturo Tabara. NPA eiste beide aanslagen op. De arrestatie van Sison leidde tot protestdemonstraties bij de Nederlandse ambassade in Manilla, ook riepen sympathisanten van Sison op tot een boycot van Nederlandse producten. Sison kwam al snel weer op vrije voeten omdat er volgens de rechter-commissaris geen grond was om de strafzaak tegen Sison voort te zetten. Het Openbaar Ministerie kwam niet met argumenten of bewijzen op basis waarvan Sison kon worden vastgehouden.
Op 18 januari 2008 besloot het openbaar ministerie om het onderzoek naar de communistenleider Sison voort te zetten. Dit leidde tot woede onder de aanhangers van Sison. Het Ministerie van Buitenlandse Zaken adviseerde Nederlanders in de Filipijnen om geen onnodige veiligheidsrisico’s te nemen vooral op het platteland waar de NPA sterk vertegenwoordigd is.

## Terroristische organisatie
Sinds 2002 geldt de CPP/NPA in de Verenigde Staten als terroristische organisatie en staat de organisatie op de Amerikaanse terreurlijst. In dat jaar werden op verzoek van de VS de tegoeden van Sison en zijn partij door Nederland bevroren. In 2007 werd deze bevriezing op bevel van het Europees Hof van Justitie weer opgeheven. Inmiddels staat de CPP/NPA ook op de Europese terreurlijst.

## Activiteiten CPP/NPA
De CPP/NPA voert sinds 1969 een guerrillastrijd tegen de opeenvolgende Filipijnse regimes. Sinds het einde van het Marcos-regime in 1986 vinden er regelmatig vredesbesprekingen (of pogingen daartoe) plaats tussen de Filipijnse regering en de verzetsbewegingen in het land. In 1992 bood de toenmalige president Fidel Ramos de CPP de mogelijkheid om hun strijd legaal voort te zetten, de CPP weigerde dit aanbod, ze wilde de revolutionaire strijd voortzetten.
Sinds de CPP/NPA op de Amerikaanse terreurlijst staat (vanaf 2002) is de gewapende strijd tussen het regeringsleger en het NPA in hevigheid toegenomen. Daarbij vallen niet alleen slachtoffers onder strijders maar ook onder de burgerbevolking. In gebieden waar het NPA actief is, worden burgers door militairen opgepakt als ze verdacht worden van sympathie voor de guerrilla daarbij vinden regelmatig standrechtelijke executies plaats. Volgens aanhangers van de guerrilla is het politieke systeem in de Filipijnen erop gericht de macht van de elite in stand te houden. De machthebbers zouden feodaal zijn en zich verrijken over de ruggen van de burgers. De armoede onder grote delen van de bevolking is inderdaad schrijnend en daarmee een goede voedingsbodem voor het gewapende verzet. De verzetsbewegingen spelen in op de uitzichtloosheid van de situatie van de gewone burgers, ze houden hen voor dat gewapend verzet de enige manier is om tot een meer rechtvaardige samenleving te komen.
Sinds 2002 pleegt het NPA steeds vaker economische sabotage, meestal gericht tegen bedrijven die weigeren het NPA de door het NPA ingestelde revolutionaire belasting te betalen. Na de bevriezing van de tegoeden van de CPP/NPA is de partij overgegaan op afpersing. Bij deze acties worden delen van bedrijven opgeblazen waarbij ook doden vallen. In gebieden waar de CPP/NPA dominant is, wordt regelmatig de doodstraf uitgesproken en uitgevoerd. Begin jaren 90 verklaarde de CPP/NPA dat zij de doodstraf voor tegenstanders handhaven omdat ze de Universele Verklaring van de Rechten van de Mens niet erkennen, ze zien deze verklaring als instrument van de kapitalistische wereld.

## Vredesonderhandelingen
Sinds 1992 vinden er vredesonderhandelingen plaats tussen de Filipijnse regering en het Nationaal Democratisch Front (NDF), de revolutionaire koepelorganisatie waar de CPP deel van uitmaakt. José Maria Sison is de belangrijkste adviseur van de NDF. In september 2007 bood president Gloria Macapagal Arroyo de CPP/NPA amnestie aan omdat zij het vredesproces weer op gang wilde brengen. De amnestie zou gelden voor acties uitgevoerd in het kader van de guerrillastrijd en niet voor andere misdrijven. De CPP/NPA wees het aanbod van de hand omdat dit een overgave aan het regime zou zijn. Eerder, in 2004, werden de vredesbesprekingen tussen de NDF en de regering ook al afgebroken door de communisten omdat de CPP/NPA eiste dat hun organisatie van de Amerikaanse terreurlijst zou worden geschrapt. Volgens de CPP/NPA is het regime van Arroyo net zo dictatoriaal als voorheen de regering van Marcos. De CPP/NPA becijferde dat tussen het aantreden van president Arroyo in 2001 en 2007 900 politieke moorden werden gepleegd en 250 mensen wegens politieke motieven spoorloos verdwenen.
Bij de viering van haar 40-jarig bestaan, op 26 december 2008, maakt de CPP bekend dat ze haar strijd tegen de heersende klasse in de Filipijnen wilde opvoeren. De partij zei dat de strijd harder moet en gericht moet worden tegen land- en mijnbouworganisaties die grond afpakken van kleine boeren en het milieu verpesten.
Volgens de Filipijnse politie bestaat het NPA nog uit zo'n 5.700 leden, dat is het laagste aantal in 20 jaar. In de jaren 80 telde de verzetsbeweging meer dan 25.000 leden. Of het statement van de Filipijnse politie op waarheid berust, is niet bekend.